# Tổng thống Tây Ban Nha
Tổng thống Cộng hòa (tiếng Tây Ban Nha: Presidente de la República) là chức danh của nguyên thủ quốc gia Đệ nhị Cộng hòa Tây Ban Nha (1931–1939). Chức danh tổng thống dựa trên mô hình của Cộng hòa Weimar, có nhiều nét giống của cả chế độ tổng thống Pháp và tổng thống Hoa Kỳ.
Tây Ban Nha có hai nền cộng hòa trong lịch sử, với thể chế nhà nước khác nhau, danh xưng tổng thống Tây Ban Nha xuất hiện vào thời đệ nhị cộng hòa.

## Đệ nhất Cộng hòa Tây Ban Nha (1873–74)
Following the abdication of Amadeo I on 10 February 1873, the short-lived First Republic (1873–74) had four heads of state (officially, Presidents of the Executive Power): Estanislao Figueras, Pi i Margall, Nicolás Salmerón, and Emilio Castelar.

### Chủ tịch hội đồng hành pháp Đệ nhất Cộng hòa
| Chân dung | Tên                   | Bắt đầu          | Kết thúc         | Đảng phái                           |
| --------- | --------------------- | ---------------- | ---------------- | ----------------------------------- |
|           | Estanislao Figueras   | 12 February 1873 | 11 June 1873     | Democratic Federal Republican Party |
|           | Francesc Pi i Margall | 11 June 1873     | 18 July 1873     | Democratic Federal Republican Party |
|           | Nicolás Salmerón      | 18 July 1873     | 7 September 1873 | Progressive Party                   |
|           | Emilio Castelar       | 7 September 1873 | 3 January 1874   | Republican Possibilist Party        |

On the eve of the pronunciamiento. (coup d'état) of 3 January 1874, General Pavia sent for Francisco Serrano y Domínguez take to the leadership. Serrano took the title of president of the executive and he continued at the end of December 1874 when the Bourbons were restored by another pronunciamiento.
| Portrait | Name                          | Term start     | Term end         |
| -------- | ----------------------------- | -------------- | ---------------- |
|          | Francisco Serrano y Domínguez | 3 January 1874 | 30 December 1874 |

## Second Spanish Republic (1931–1939)
Following the abdication of Alfonso XIII on 14 April 1931, there was no official head of state, meaning that the Prime Minister was, in effect, the highest office in the land. Niceto Alcalá-Zamora assumed the new role of President of the Republic, the effective head of state, after the approval of the new Constitution in December 1931. Manuel Azaña remained as Prime Minister, head of the government, until 12 September 1933.

### Presidents (Prime Ministers) of the Provisional Government of the Republic
|  | Name                 | Term start      | Term end         | Political Party          |
|  | -------------------- | --------------- | ---------------- | ------------------------ |
|  | Niceto Alcalá-Zamora | 14 April 1931   | 14 October 1931  | Liberal Republican Right |
|  | Manuel Azaña         | 14 October 1931 | 11 December 1931 | Republican Action        |

### Presidents of the Republic
|  | Name                            | Term start       | Term end     | Political Party                  |
|  | ------------------------------- | ---------------- | ------------ | -------------------------------- |
|  | Niceto Alcalá-Zamora            | 11 December 1931 | 7 April 1936 | Liberal Republican Right         |
|  | Diego Martínez Barrio (interim) | 7 April 1936     | 11 May 1936  | Republican Union (Popular Front) |
|  | Manuel Azaña                    | 11 May 1936      | 3 March 1939 | Republican Left (Popular Front)  |

With Franco's victory imminent, a National Council of Defense was established to negotiate a peace settlement with the Nationalists. By this point, Franco effectively had military control of the whole country.

### Presidents of the National Council of Defense (Republican Zone)
|  | Name                        | Term start    | Term end      | Political Party |
|  | --------------------------- | ------------- | ------------- | --------------- |
|  | Segismundo Casado (interim) | 4 March 1939  | 13 March 1939 | Military        |
|  | José Miaja                  | 13 March 1939 | 27 March 1939 | Military        |

### Fall of the Republic
On 27 February 1939, after both France and the United Kingdom had recognised Franco's military victory, President Manuel Azaña, exiled in France, resigned. The following week, the so-called Casado's Coup against Prime Minister Negrín's government led to the creation of the National Defence Council which attempted, unsuccessfully to negotiate terms, with Franco breaking off talks motu proprio. Following Franco's final offensive at the end of March 1939, the Republic fell.

## Presidents of the Spanish Republic in exile (1939–1977)
| Portrait | Name | Term start       | Term end         | Political Party                  |
| -------- | --- | ---------------- | ---------------- | -------------------------------- |
|          | Diego Martínez Barrio (Official interim successor of Azaña for being president of the Congress and an important figure for most of the non-communist anti-Franco forces but for his enmity with Juan Negrín he did not take office until 1945). | 4 March 1939     | 17 August 1945   | Republican Union (Popular Front) |
|          | Juan Negrín (Prime Minister in the exile until the proclamation as president of Diego Martínez Barrio, who dismissed him). | 31 March 1939    | 17 August 1945   | Republican Union (Popular Front) |
|          | Diego Martínez Barrio | 17 August 1945   | 1 January 1962   | Republican Union (Popular Front) |
|          | Luis Jiménez de Asúa | 11 February 1962 | 16 November 1970 | PSOE (Popular Front)             |
|          | José Maldonado González | November 1970    | 1 July 1977      | Republican Left (Popular Front)  |